# Morti nel 1993/Marzo
| Questa pagina contiene informazioni ricavate automaticamente dalle voci biografiche con l'ausilio del template Bio e di un bot. L'aggiornamento è periodico e automatico e ricostruisce completamente la pagina. Se manca una persona in questa lista, sei pregato di non aggiungerla, ma accertati piuttosto che la sua voce biografica contenga il template Bio e che i dati anagrafici siano correttamente compilati. Se il template Bio manca, inseriscilo tu stesso o, in alternativa, metti l'avviso {{tmp\|Bio}} che ne segnala la mancanza. Se i dati riportati sono sbagliati, correggi direttamente la voce biografica; le modifiche saranno visibili in questa lista entro pochi giorni. Per chiarimenti vedi il progetto biografie. La lista contiene solo le 133 persone che sono citate nell'enciclopedia e per le quali è stato implementato correttamente il template Bio. Pagina aggiornata al 3 mar 2024. |

- 1º marzo - Maria Bernetic, politica italiana (n. 1902)
- 1º marzo - Terry Frost, attore statunitense (n. 1906)
- 1º marzo - Nicola Monti, tenore italiano (n. 1920)
- 1º marzo - Oleg Zajcev, hockeista su ghiaccio sovietico (n. 1939)
- 2 marzo - Hans Hilfiker, ingegnere e designer svizzero (n. 1901)
- 2 marzo - Carlos Marcello, mafioso italiano (n. 1910)
- 2 marzo - Veljko Poduje, calciatore e allenatore di calcio jugoslavo (n. 1907)
- 3 marzo - Milton Pessanha, calciatore brasiliano (n. 1932)
- 3 marzo - Carlos Montoya, chitarrista e compositore spagnolo (n. 1903)
- 3 marzo - Nello Pini, designer, ebanista e imprenditore italiano (n. 1921)
- 3 marzo - Eduardo Poveda Rodríguez, vescovo cattolico spagnolo (n. 1925)
- 3 marzo - Albert Sabin, medico e virologo polacco (n. 1906)
- 4 marzo - John Cole, bobbista statunitense (n. 1929)
- 4 marzo - Oskar Erikson, cestista, pallavolista e discobolo estone (n. 1910)
- 4 marzo - Tomislav Ivčić, cantante, musicista e politico croato (n. 1953)
- 4 marzo - Tadao Kashio, imprenditore giapponese (n. 1917)
- 4 marzo - Nicholas Ridley, politico britannico (n. 1929)
- 4 marzo - Richard Sale, scrittore, sceneggiatore e regista statunitense (n. 1911)
- 4 marzo - Gerardo Sangiorgio, poeta e saggista italiano (n. 1921)
- 5 marzo - Hans Christian Blech, attore tedesco (n. 1915)
- 5 marzo - Cyril Collard, scrittore, regista e attore francese (n. 1957)
- 5 marzo - Herschel Daugherty, regista e attore statunitense (n. 1910)
- 5 marzo - Mac Speedie, giocatore di football americano statunitense (n. 1920)
- 6 marzo - Kåre Bjørnsen, calciatore norvegese (n. 1934)
- 6 marzo - Valentina Michajlovna Borisenko, scacchista russa (n. 1920)
- 6 marzo - Douglas Marland, autore televisivo e attore statunitense (n. 1935)
- 7 marzo - Duane Carter, pilota automobilistico statunitense (n. 1913)
- 7 marzo - Carlo Cocchia, architetto e pittore italiano (n. 1903)
- 7 marzo - Whitey Kachan, cestista statunitense (n. 1925)
- 7 marzo - John Merrill Knapp, musicologo statunitense (n. 1914)
- 7 marzo - Carlo Mazzarella, attore e giornalista italiano (n. 1919)
- 7 marzo - Angelo Piccaluga, allenatore di calcio e calciatore italiano (n. 1906)
- 7 marzo - Earl Wrightson, baritono e attore teatrale statunitense (n. 1916)
- 8 marzo - Don Barksdale, cestista statunitense (n. 1923)
- 8 marzo - Luigi Cattaneo, calciatore italiano (n. 1918)
- 8 marzo - Billy Eckstine, cantante statunitense (n. 1914)
- 8 marzo - Rens Vis, calciatore olandese (n. 1904)
- 9 marzo - Bob Crosby, cantante e attore statunitense (n. 1913)
- 9 marzo - Cyril Northcote Parkinson, storico britannico (n. 1909)
- 9 marzo - Vanja Vojnova, cestista bulgara (n. 1934)
- 9 marzo - Edwin Vásquez, tiratore a segno peruviano (n. 1922)
- 9 marzo - Max August Zorn, matematico tedesco (n. 1906)
- 10 marzo - Maurizio Bacchin, politico italiano (n. 1950)
- 10 marzo - André Belli, calciatore svizzero (n. 1916)
- 10 marzo - Dino Bravo, wrestler italiano (n. 1948)
- 10 marzo - David Gunn, ginecologo statunitense (n. 1946)
- 10 marzo - Josef Odložil, mezzofondista cecoslovacco (n. 1938)
- 11 marzo - Geppo Tedeschi, poeta e scrittore italiano (n. 1907)
- 11 marzo - Irene Ware, attrice statunitense (n. 1910)
- 12 marzo - Iuliu Bodola, calciatore e allenatore di calcio rumeno (n. 1912)
- 12 marzo - Gianni Boninsegna, politico italiano (n. 1923)
- 12 marzo - Raffaele Cervo, politico italiano (n. 1923)
- 12 marzo - Michael Kanin, regista, sceneggiatore e produttore cinematografico statunitense (n. 1910)
- 12 marzo - Wang Zhen, politico e generale cinese (n. 1908)
- 13 marzo - Rocky Dijon, percussionista ghanese (n. 1932)
- 13 marzo - José Gómez Abad, pittore spagnolo (n. 1904)
- 13 marzo - Gene Hartley, pilota automobilistico statunitense (n. 1926)
- 13 marzo - Gaetano Kanizsa, psicologo e pittore italiano (n. 1913)
- 13 marzo - Jean Tamini, calciatore svizzero (n. 1919)
- 14 marzo - Giovanni Carini, matematico italiano (n. 1920)
- 14 marzo - Thore Enochsson, maratoneta svedese (n. 1908)
- 14 marzo - Sergio Manente, allenatore di calcio e calciatore italiano (n. 1924)
- 14 marzo - Gianni Sassi, produttore discografico, imprenditore e fotografo italiano (n. 1938)
- 15 marzo - Ricardo Arias, politico panamense (n. 1912)
- 15 marzo - Karl Mai, calciatore tedesco (n. 1928)
- 16 marzo - Marija Barabanova, attrice sovietica (n. 1911)
- 16 marzo - Amerigo Bedetti, calciatore e arbitro di calcio italiano (n. 1907)
- 16 marzo - Natália Correia, scrittrice portoghese (n. 1923)
- 16 marzo - Muhammad Khan Junejo, politico pakistano (n. 1932)
- 16 marzo - Mohammad Hossein Naqdi, diplomatico iraniano (n. 1951)
- 16 marzo - Donald Randolph, attore statunitense (n. 1906)
- 16 marzo - Chishū Ryū, attore giapponese (n. 1904)
- 16 marzo - Giovanni Testori, scrittore, giornalista e poeta italiano (n. 1923)
- 17 marzo - Helen Hayes, attrice statunitense (n. 1900)
- 17 marzo - Charlotte Hughes, supercentenaria inglese (n. 1877)
- 17 marzo - Štefan Stankovič, calciatore slovacco (n. 1918)
- 17 marzo - Vladimir Markovič Šredel', regista cinematografico sovietico (n. 1918)
- 18 marzo - Kenneth Boulding, economista, pacifista e poeta inglese (n. 1910)
- 18 marzo - Nunzio Montanari, pianista e compositore italiano (n. 1915)
- 18 marzo - Carlos A. Petit, sceneggiatore argentino (n. 1913)
- 19 marzo - Karen Dalton, cantante, chitarrista e suonatrice di banjo statunitense (n. 1937)
- 19 marzo - Georges Garvarentz, compositore francese (n. 1932)
- 19 marzo - Roger Michelot, pugile francese (n. 1912)
- 19 marzo - Cesario Rodi, politico italiano (n. 1908)
- 19 marzo - Lilian Silburn, indologa, filosofa e traduttrice francese (n. 1908)
- 20 marzo - Arsène Auguste, calciatore haitiano (n. 1951)
- 20 marzo - Ahmed Naseer Bunda, hockeista su prato pakistano (n. 1932)
- 20 marzo - Robert Burnham, Jr., astronomo statunitense (n. 1931)
- 20 marzo - Polykarp Kusch, fisico tedesco (n. 1911)
- 20 marzo - Toni Spiss, sciatore alpino austriaco (n. 1930)
- 21 marzo - Sebastiano Baggio, cardinale e arcivescovo cattolico italiano (n. 1913)
- 21 marzo - Rune Emanuelsson, allenatore di calcio e calciatore svedese (n. 1923)
- 21 marzo - Akio Kaminaga, judoka giapponese (n. 1936)
- 21 marzo - Walther Wüst, orientalista tedesco (n. 1901)
- 21 marzo - António Quadros, filosofo e scrittore portoghese (n. 1923)
- 22 marzo - Enzo Fiermonte, pugile, attore e regista italiano (n. 1908)
- 22 marzo - Vazir Orucov, militare azero (n. 1956)
- 22 marzo - Gret Palucca, ballerina e insegnante tedesca (n. 1902)
- 22 marzo - Cec Pepper, crickettista australiano (n. 1916)
- 22 marzo - Edith Potter, medico statunitense (n. 1901)
- 23 marzo - Denis Parsons Burkitt, patologo e chirurgo britannico (n. 1911)
- 23 marzo - Hans Werner Richter, scrittore tedesco (n. 1908)
- 24 marzo - John Hersey, giornalista e scrittore statunitense (n. 1914)
- 24 marzo - Vittorino Morselli, partigiano, avvocato e politico italiano (n. 1918)
- 24 marzo - Mike O'Neill, cestista statunitense (n. 1928)
- 25 marzo - Volker Eckstein, attore tedesco (n. 1946)
- 26 marzo - Carmelo Canzonieri, vescovo cattolico italiano (n. 1907)
- 26 marzo - Louis Falco, ballerino e coreografo statunitense (n. 1942)
- 26 marzo - Reuben Fine, scacchista e psicologo statunitense (n. 1914)
- 27 marzo - Charles Anderson, cavaliere statunitense (n. 1914)
- 27 marzo - Kamal Hasan Ali, generale e politico egiziano (n. 1921)
- 27 marzo - Clifford Jordan, sassofonista statunitense (n. 1931)
- 27 marzo - Paul László, architetto e designer ungherese (n. 1900)
- 27 marzo - Kate Reid, attrice canadese (n. 1930)
- 27 marzo - Ernst Streng, pistard tedesco (n. 1942)
- 28 marzo - Gastone Bettanini, impresario teatrale e attore italiano (n. 1914)
- 28 marzo - Corrado Casalini, calciatore italiano (n. 1914)
- 28 marzo - Alfredo Catarsini, pittore italiano (n. 1899)
- 28 marzo - Scott Cunningham, saggista statunitense (n. 1956)
- 28 marzo - Enzo Misefari, politico, sindacalista e storico italiano (n. 1899)
- 28 marzo - Italo Tajo, basso italiano (n. 1915)
- 29 marzo - Oscar Carboni, cantante italiano (n. 1914)
- 29 marzo - Anton Krenn, calciatore austriaco (n. 1911)
- 29 marzo - Fritzleo Lentzen-Deis, gesuita tedesco (n. 1928)
- 29 marzo - Štefan Uher, regista slovacco (n. 1930)
- 30 marzo - Richard Diebenkorn, pittore statunitense (n. 1922)
- 30 marzo - Don Shields, cestista, allenatore di pallacanestro e arbitro di pallacanestro statunitense (n. 1914)
- 30 marzo - Paolo Todeschini, scultore, allenatore di calcio e calciatore italiano (n. 1920)
- 31 marzo - Baba Bedi XVI, mistico indiano (n. 1909)
- 31 marzo - Manuel Gonzales, fumettista statunitense (n. 1913)
- 31 marzo - Brandon Lee, attore e artista marziale statunitense (n. 1965)
- 31 marzo - Mitchell Parish, paroliere statunitense (n. 1900)
- 31 marzo - Nicanor Zabaleta, arpista spagnolo (n. 1907)